# Organismo unicellulare
Un organismo unicellulare è un organismo che svolge tutte le funzioni vitali in una sola cellula (ad esempio: valonia ventricosa, ameba, batteri, lieviti). In genere si tratta di un microorganismo. Sono rari gli esemplari di dimensioni macroscopiche, come per esempio alcuni foraminifera (I Xenophyophorea raggiungono anche 1-2 decimetri di lunghezza).

## Riproduzione
- Per scissione binaria, quando la cellula madre si separa in due cellule figlie, entrambe identiche alla cellula di partenza.

- Per gemmazione, quando la cellula madre forma una "gemma", che si stacca formando la cellula figlia.

- Per coniugazione, quando due cellule si avvicinano temporaneamente ed una si comporta da maschio e cede materiale cromosomico all'altra, che si comporta da femmina.[1] Ne è un esempio la coniugazione batterica.

- Per copulazione, quando due cellule, come nel caso precedente, si uniscono ma in modo stabile, dando origine ad uno zigote.[1]

## Classificazione
Gli organismi unicellulari si dividono in organismi procarioti e organismi eucarioti. 
Gli unicellulari sono presenti in cinque dei sei classici regni dei viventi, infatti tutti gli organismi facenti parte degli Eubatteri e degli Archeobatteri sono unicellulari, alcuni organismi sono unicellulari in alcune specie di funghi, la maggior parte delle alghe (Plantae) sono unicellulari, mentre nei Protisti sono presenti sia unicellulari che pluricellulari.